# Burmisotoma lamellifera
Burmisotoma lamellifera  (лат.) — ископаемый вид скрыточелюстных членистоногих подкласса ногохвостки из семейства Isotomidae. Обнаружен в бирманском янтаре (типовая серия: Kachin State, Hukawng Valley, 32 км ю.-з. Tanai, около Noije Bum, Мьянма). Меловой период, сеноманский ярус (около 100 млн лет). Длина тела 0,85 мм. Число омматидиев в глазах: 6+6. Кутикула гладкая. Близок к роду Villusisotoma, но отличается отсутствием многочисленных цилиндрических щетинок над головой и передней частью тела. Вид Burmisotoma lamellifera был впервые описан в 2006 году американскими энтомологами Кеннетом Христиансеном (Kenneth Christiansen) и Полом Насцимбене (Paul Nascimbene) по единственному голотипу, хранящемуся в 
Американском музее естественной истории (Нью-Йорк).